# Oblivion (roman)
Pour les articles homonymes, voir Oblivion.
Oblivion (titre original : Oblivion) est le cinquième et dernier tome de la série de littérature fantastique Le Pouvoir des Cinq par Anthony Horowitz. Il est sorti en Grande-Bretagne le 4 octobre 2012 puis en France le 21 novembre 2012

## Autour du livre
Après avoir annoncé sur son Twitter les noms Chaos et Death Portal, Anthony Horowitz décida de changer une dernière fois le nom du cinquième livre ; ce nom final est Oblivion.
L'auteur a déclaré dans une interview que le livre sera le dernier tome de la série. Celui-ci est divisé en cinq parties, chacune correspondant à un Gardien et un élément (Terre pour Matt, Feu pour Pedro, Eau pour Jamie, Glace pour Scott et Air pour Scarlett). Les héros se battent pour la dernière fois en Antarctique.

## Résumé
On apprend dans le premier chapitre que Jamie, le troisième des Cinq et Gardien de l'Eau, est arrivé à l'église Saint-Boltoph. Les Anciens, sur ordre de leur Roi, détruisent le monde en utilisant le réchauffement climatique et recrutent massivement des terroristes et des dictateurs pour les aider dans leur tâche.
Matt se retrouve au Brésil avec Lohan, dix ans après les évènements de Necropolis. Un typhon a détruit Hong Kong et la porte, brisant avec lui la structure même de l'espace-temps, ce qui transporte les cinq non seulement à travers le monde, mais aussi à travers le temps, dans un monde ravagé par les Anciens. Le chef des cinq décide de se vendre à un marché aux esclaves, après quoi Lohan vient le récupérer afin de gagner de l'argent. Une nuit, Matt, ne sachant plus quoi faire, décide de lire sa vie à la bibliothèque et apprend comment vaincre les Anciens. Il se vend donc en tant qu'esclave à la Serra Morte, une gigantesque mine d'or dont il aura le plus grand mal à s'échapper étant donné que Lohan a été capturé avec lui. Il s'évade finalement à bord d'un Legacy 600 piloté par Lohan et part directement pour Oblivion, la forteresse des Anciens bâtie en Antarctique.
Pedro, de son côté, atterrit en Italie avec Scott, et loge dans une chapelle au nord de Naples. Il se fait directement capturer par Nightrise et ses soldats, qui les attendaient sur place depuis dix ans. Ils se font alors conduire au Castel Nuevo, une forteresse bâtie au sein même de Naples. Après que Scott, ne supportant plus de vivre dans la douleur, ait rejoint le camp des Anciens, Pedro réussit avec l'aide de Giovanni, un jeune cuisinier à s'échapper. Giovanni l'amène alors dans sa famille et celle-ci l'aide alors à s'enfuir. Pedro s'échappe donc à bord du Medusa, un bateau piloté par le cousin de Giovanni, laissant derrière lui Naples en proie à une violente éruption du Vésuve. Giovanni le conduit jusqu'à Rome, où il est pris sous l'aile de Carla Rivera, une notable locale. Il arrive à convaincre le fils de Carla, Silvio, de le faire accéder à la basilique Saint-Pierre où se trouve une porte de laquelle il pourra rallier Oblivion.
Scarlett, quant à elle, après avoir été touchée à la tête par une balle à Hong Kong, atterrit avec Richard en Égypte. Là aussi, les soldats de Nightrise les y attendaient. Or, avec l'aide de Nexus, Richard et Scarlett réussissent à s'échapper. Ils sont ensuite emmenés au Caire où Scarlett est sauvée. Par la suite, ils rencontrent le chef de la rébellion: Tarik. Celui-ci demande à Scarlett d'utiliser son pouvoir pour tuer le maréchal El-Akkad, serviteur des Anciens. Scarlett refuse de tuer cet homme, car elle en est tout d'abord incapable, son pouvoir est encore trop faible, et elle ne pourrait pas vivre avec cela sur la conscience. Tarik semble comprendre et leur prépare donc un voyage pour Dubaï. Néanmoins, Richard découvre un complot que Tarik a organisé contre eux: il ne les envoie pas à Dubaï mais les embarque dans un attentat suicide, permettant de tuer El-Akkad. Ils arrivent à déjouer ce plan et partent alors à Dubaï. Ils découvrent une ville abandonnée, où il ne reste seulement qu'un avion. Cependant, le seul pilote de la ville est retenu par le cheik Rachid. Après de multiples ruses, Richard et Scarlett réussissent à le libérer et s'envolent donc pour Oblivion.
Jamie atterrit tout seul au nord de l'Angleterre. Il se fait recueillir par Holly, une jeune fille de son âge, dans une église du nom de Saint-Boltoph. Cependant, une institutrice du village le dénonce aux autorités et celles-ci viennent finalement le chercher en détruisant au passage le village. Jamie parvient à s'enfuir avec Holly et un voyageur qui fait partie de Nexus à bord d'une péniche, avec laquelle il rallie l'église Sainte-Meredith sous les ordres de Matt. après cinq jours passés dans une Londres détruite et irradiée, celui-ci franchit enfin la porte que Matt lui avait interdit de franchir jusque-là.
Toute la fin se joue donc à Oblivion en Antarctique, les pertes sont lourdes, mais les Cinq réussissent enfin à se réunir...

## Accueil critique
Dans sa critique pour The Guardian, S. F. Said (en) affirme que « du début à la fin, Oblivion maintient une très bonne dynamique, alimentée par les qualités de conteur d'histoire qui font la marque de son auteur : enchaînement inlassable de scènes d'action, construction du suspense, utilisation de cliffhanger alléchants. Que ce livre jeunesse parvienne ou non à ses ambitions, son audace est enthousiasmante et les jeunes lecteurs l'apprécieront et y trouveront matière à réfléchir ».